# Marasmius graminum
Marasmius graminum är en svampart som först beskrevs av Marie Anne Libert, och fick sitt nu gällande namn av Miles Joseph Berkeley 1860. Marasmius graminum ingår i släktet Marasmius och familjen Marasmiaceae.   Inga underarter finns listade i Catalogue of Life.